# Daniel Dunst
Daniel Dunst  (* 12. April 1984 in Baden) ist ein ehemaliger österreichischer Fußballspieler.

## Karriere
Dunst begann seine Karriere in der Jugend des VfB Admira Wacker Mödling. 2004 kam er in die erste Mannschaft des damaligen Bundesligisten. Im gleichen Jahr gab er sein Debüt in der höchsten österreichischen Spielklasse und erzielte sein erstes Tor. Im nächsten Jahr (der Abstiegssaison der Südstädter) kam Dunst bereits auf sechs Einsätze. 2006 wechselte er in die Regionalliga Ost zur Vienna. Nach einem Jahr beim ältesten Fußballverein Österreichs ging der Verteidiger nach Vorarlberg zum SC Austria Lustenau in die Erste Liga. Im Sommer 2008 wurde Daniel Dunst vom neu gegründeten SC Magna Wiener Neustadt verpflichtet. Obwohl er sich dort zum Stammspieler entwickelte, lehnte er im Sommer 2010 eine Vertragsverlängerung ab.
Daraufhin war er über ein halbes Jahr vereinslos, ehe er am 15. Januar 2011 einen Vertrag bis Saisonende beim Schweizer Axpo Super League Team FC St. Gallen unterschrieb. Nach nur elf Spielen kehrte er nach Österreich zurück und spielte eineinhalb Saisonen beim SC Austria Lustenau in der zweithöchsten Spielklasse. Seit 2013 stand Dunst beim Bundesligisten Wolfsberger AC unter Vertrag. Für diesen kam er in weiterer Folge jedoch nur zu zwei Bundesliga- und sechs Regionalligaeinsätzen. Am 17. Januar 2014 wurde der ursprünglich bis 2015 datierte Vertrag von Dunst in gegenseitigen Einvernehmen aufgelöst.
Danach schloss er sich dem FCM Traiskirchen mit Spielbetrieb in der fünftklassigen 2. Landesliga Ost an und brachte es bis zum Saisonende auf 14 Ligaeinsätze. Mit der Mannschaft wurde er am Ende mit zwei Punkten Vorsprung auf den nächsten Verfolger, die Amateure des SC Magna Wiener Neustadt, Meister der 2. Landesliga Ost, was einen Aufstieg in die 1. Niederösterreichische Landesliga bedeutete. Sein nächster Wechsel führte im Sommer 2015 in die achte Liga, zum in der 2. Klasse Triestingtal vertretenen SC Pfaffstätten. Bei diesem konnte er 23 Meisterschaftsspiele absolvieren und dabei drei Tore erzielen. Im Endklassement rangierte die Mannschaft auf einem Platz im Tabellenmittelfeld. Die Vorbereitung auf die Spielzeit 2016/17 absolvierte Dunst noch für die Pfaffstättener und kam auch noch im Herbst in einem Ligaspiel für das Team zum Einsatz, ehe er in der Winterpause ins Burgenland zum SV Sigleß mit Spielbetrieb in der II. Liga Mitte, einer fünftklassigen Liga, wechselte. Hier kam er im April bzw. Mai 2017 in lediglich drei Meisterschaftspartien zum Einsatz und beendete in weiterer Folge seine aktive Karriere als Fußballspieler.

## Erfolge
mit dem FCM Traiskirchen
- Meister der 2. Landesliga Ost: 2014/15 (Aufstieg in die 1. Niederösterreichische Landesliga)